# 878 (szám)
A 878 (római számmal: DCCCLXXVIII) egy természetes szám, félprím, a 2 és a 439 szorzata.

## A szám a matematikában
A tízes számrendszerbeli 878-as a kettes számrendszerben 1101101110, a nyolcas számrendszerben 1556, a tizenhatos számrendszerben 36E alakban írható fel.
A 878 páros szám, összetett szám, azon belül félprím, kanonikus alakban a 21 · 4391 szorzattal, normálalakban a 8,78 · 102 szorzattal írható fel. Négy osztója van a természetes számok halmazán, ezek növekvő sorrendben: 1, 2, 439 és 878.
A 878 négyzete 770 884, köbe 676 836 152, négyzetgyöke 29,63106, köbgyöke 9,57557, reciproka 0,0011390. A 878 egység sugarú kör kerülete 5516,63670 egység, területe 2 421 803,511 területegység; a 878 egység sugarú gömb térfogata 2 835 124 643,7 térfogategység.